# Bruce Springsteen
« Springsteen » redirige ici. Pour les autres significations, voir Springsteen (homonymie).
Bruce Springsteen (prononcé en anglais : bɹuːs ˈspɹɪŋstiːn), né le 23 septembre 1949 à Long Branch (New Jersey), est un auteur-compositeur-interprète et guitariste américain.
Surnommé « The Boss », il est l'un des chanteurs de rock les plus populaires aux États-Unis, où il a vendu plus de 64 millions de disques au cours de sa carrière. Au niveau mondial, il en a vendu plus de 140 millions, ce qui fait de lui l'un des artistes ayant vendu le plus de disques de l'histoire de la musique,. Depuis juillet 2024, il est l'un des musiciens milliardaire. Connu pour ses concerts énergiques qui peuvent durer plus de quatre heures, il est souvent accompagné sur scène du E Street Band. Son style musical a trait au heartland rock, produisant des titres mélodieux orientés vers les problématiques de la classe ouvrière américaine, dont sa famille est issue.
Selon le classement établi par le magazine Rolling Stone, il figure à la 36e place parmi les 100 plus grands chanteurs de tous les temps, ainsi qu'à la 23e place des 100 plus grands artistes. Il est également classé, toujours par le magazine Rolling Stone, 96e parmi les 100 plus grands guitaristes de tous les temps. En 2016, il reçoit la médaille présidentielle de la Liberté des mains de Barack Obama.

## Biographie

### Famille
Bruce Springsteen grandit à Freehold.
La mère de Bruce Springsteen, Adele Zerilli, est d'origine italienne ; le grand-père maternel de Bruce est né à Vico Equense, près de Naples. Le père de Bruce, Douglas Frederick Springsteen, est d'origine irlandaise. Bruce a deux sœurs cadettes, Virginia (née en 1950) et Pamela (née en 1962). Pamela Springsteen, après une brève carrière d'actrice, est devenue photographe. Elle a réalisé les photographies en couverture de plusieurs albums de son frère.

### Vie privée
Durant la tournée de Born in the U.S.A., Bruce Springsteen rencontre Julianne Phillips, actrice et mannequin, qu'il épouse en mai 1985. Tombé amoureux de Patti Scialfa, chanteuse dans son groupe E Street Band, il divorce en 1989 de Julianne pour épouser Patti en 1991, avec qui il a trois enfants : Evan Jame Springsteen (né le 25 juillet 1990), Jessica Rae Springsteen (née le 30 décembre 1991) et Sam Ryan Springsteen, qui est pompier (né le 5 janvier 1994).
Dans son autobiographie Born to Run publiée en 2016, Bruce Springsteen révèle son combat contre la dépression depuis des décennies, et précise qu'il a mis entre parenthèses sa carrière en 1988 pour entamer une psychanalyse.

### Les débuts
Un soir, alors qu'il regarde la télévision, Bruce tombe par hasard sur une prestation d'Elvis Presley. C'est une véritable révélation pour le jeune homme, subjugué par la gestuelle du « King ». Il connaît une autre révélation en découvrant par la suite les textes de Bob Dylan, à la virtuosité poétique alors inouïe dans le rock 'n' roll.
« […] the way that Elvis freed your body, Bob freed your mind.— […] de la même façon qu'Elvis a libéré les corps, Bob a libéré les esprits. »
— Bruce Springteen
Springsteen n'a alors plus qu'une idée en tête : se consacrer, corps et âme, à la musique. Sa mère lui offre sa première guitare, achetée chez un prêteur sur gages. Désormais, le jeune homme passe des journées entières à composer et à gratter frénétiquement les cordes de sa guitare, malgré les réticences de son père. Néanmoins, Springsteen persévère et, après quelques essais en solo, il commence à se produire avec divers groupes dont les noms vont souvent varier : The Castiles, Dr. Zoom & the Sonic Boom, Bruce Springsteen Band et Steel Mill.
Devant le découvreur de talents John Hammond — qui a fait signer Bob Dylan une dizaine d'années plus tôt — il interprète, à la guitare, quatre titres de sa composition, dont Growin’ Up et It’s So Hard To Be A Saint In The City. Dans la foulée, il signe un contrat pour un album avec Columbia en 1972. Springsteen amène alors avec lui en studio de nombreux musiciens, amis originaires comme lui du New Jersey. La plupart de ces derniers formeront le E Street Band. Son premier album, Greetings from Asbury Park, New Jersey, sorti en janvier 1973, lui vaut la faveur des critiques, même si les ventes restent médiocres. David Bowie reprend deux chansons (Growin’ Up et It’s So Hard To Be A Saint In The City) au cours de cette même année (bien qu'elles n'apparaissent pas sur ses albums). Manfred Mann's Earth Band reprennent deux chansons de cet album, Spirit in the Night et Blinded By The Light et en font deux tubes.
La même année, Bruce sort The Wild, the Innocent and the E Street Shuffle, un album plus abouti que le précédent mais qui, encore une fois, ne rencontre qu'un succès local.
C'est de cette époque que date le surnom affectueux « The Boss », qu'il déteste pourtant, car il est très directif avec ses musiciens et les paye lui-même à chaque fin de concert.

### La «Bossmania» (1974-1988)

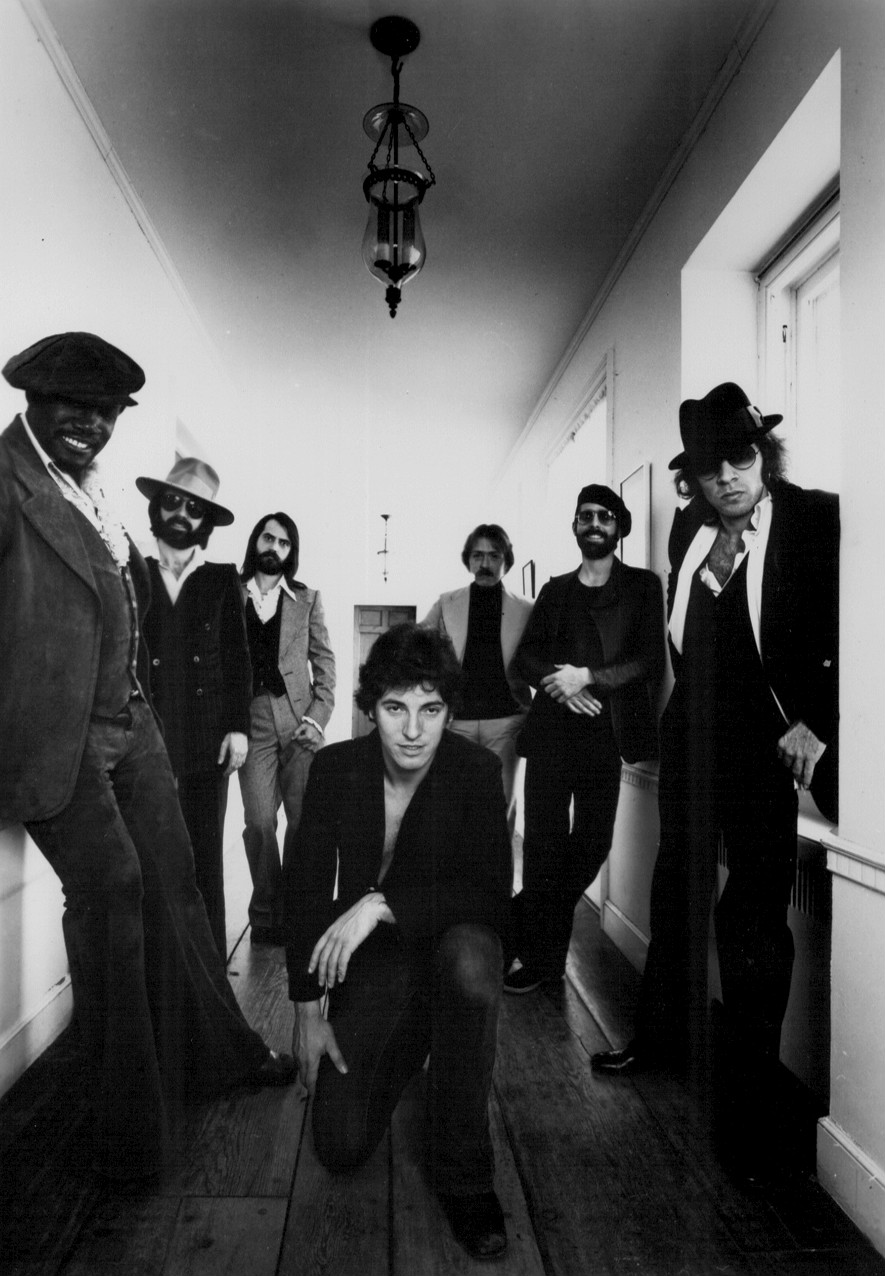
Bruce Springsteen (au centre) avec l'E Street Band en 1977.

Dans le Real Paper de Boston du 22 mai 1974, le critique musical Jon Landau écrit :

« J'ai vu l'avenir du rock 'n' roll, il s'appelle Bruce Springsteen. Une nuit où j'avais besoin de me sentir jeune, il m'a fait me sentir comme si c'était la première fois que j'entendais de la musique. »

Landau devient ensuite le manager de Springsteen. Avec la sortie de son album Born to Run en 1975, Springsteen fait les couvertures des magazines Time et Newsweek la même semaine, le 27 octobre. Ce disque est une véritable consécration pour l'artiste et son groupe. Cet album fait aujourd'hui partie des incontournables de la musique rock, avec des titres empreints de fougue comme la chanson titre Born to Run.
En 1977, Bruce écrit la chanson Fire pour Elvis Presley, qui meurt la même année sans avoir pu la chanter. Bruce l'offre au chanteur de rockabilly Robert Gordon qui l'enregistre sur son album Fresh Fish Special en 1978. Cependant, à l'époque, une bataille judiciaire avec son ancien manager Mike Appel empêche Springsteen de composer pendant une longue période et contribue probablement à la tonalité beaucoup plus sombre de son album suivant, Darkness on the Edge of Town, sorti en 1978. Dans la lignée de Darkness…, Bruce Springsteen compose Because the Night pour Patti Smith, chanson qui devient l'un de ses plus grands succès.
En 1979, il participe au concert No Nukes contre l'utilisation de l'énergie nucléaire. C'est une des premières manifestations de son militantisme politique, qui ne cessera de s'affirmer par la suite.
En 1980 sort le double album The River, s'inscrivant dans le même registre que le précédent, avec des titres poignants comme Point Blank.

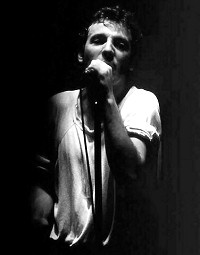
Bruce Springsteen, Drammenshallen, Norvège, le 5 mai 1981.

En 1981, après avoir lu le livre de Joe Klein Woody Guthrie – A life, Bruce Springsteen interprète This Land Is Your Land lors de la plupart des concerts de sa longue tournée mondiale avec son groupe l'E Street Band ; la chanson se retrouvera sur le coffret de Springsteen Live 1975-85 publié en 1986. Bruce Springsteen participe également à l'album collectif Folkways – A Vision Shared en 1988 consacré aux géants de la folk-music, Leadbelly et Guthrie.
En 1982, il compose un album beaucoup plus intime, Nebraska, qu'il enregistre avec seulement une guitare, un harmonica et un tambourin sur un magnétophone quatre pistes. À l'origine, il ne s'agit que d'une démo. Sur les conseils de son manager Jon Landau, Springsteen sort cet album sans la contribution du E Street Band. C’est son premier album en solo ; par la suite il lui arrivera de se détacher de temps à autre du E Street Band pour le rejoindre plus tard. En l'occurrence, il retrouve son groupe peu après l'enregistrement de Nebraska. En 1985, il fait partie des chanteurs réunis sur We Are the World, titre caritatif composé par Michael Jackson et Lionel Richie, destiné à collecter des fonds pour lutter contre la famine en Éthiopie.
Springsteen atteint le sommet de sa renommée avec l'album Born in the U.S.A., sorti en 1984, un des plus importants succès commerciaux de la décennie, et la tournée mondiale qui l'a suivi. Il devient l'incarnation des aspirations de la classe-populaire des États-Unis, des travailleurs humbles dévoués à leur famille et à leur communauté, au point de susciter des malentendus. Ainsi, George Bush, futur président républicain des États-Unis, utilisera la chanson titre de l'album comme hymne pour sa campagne de 1988, au grand dam de l'auteur — déjà en 1984, Ronald Reagan avait tenté de se réapproprier les paroles de Born in the U.S.A. pour sa campagne de réélection. En effet, ce titre a été victime d'une méprise : beaucoup ont vu dans le refrain un hymne à la gloire des États-Unis, une déclaration patriotique prônant l'hégémonie américaine, là où le ton se veut dénonciateur ; en réalité, Born in the U.S.A. raconte le retour au pays d'un vétéran de la guerre du Viêt Nam et le rejet qu'il subit de la part de ses concitoyens, l'invocation du refrain étant plus teintée d'amertume que de fierté nationale. Lors des concerts de sa tournée en 2002 — au moment où George W. Bush se lance sur la voie d'une intervention armée en Irak —, Springsteen introduira d'ailleurs ce morceau ainsi :

« J'ai chanté cette chanson pour dénoncer les conséquences de la guerre du Viêt Nam, aujourd'hui je la chante pour la paix. »

Pendant la période 1985-1988, toujours accompagné du E Street Band, il joue des dizaines de concerts dans des stades, notamment le 30 septembre 1985 au Los Angeles Memorial Coliseum. Son style est plus contemplatif et plus calme, à l'image de l'album Tunnel of Love (1987), une réflexion mature sur les multiples visages de l'amour trouvé, perdu et gâché.
Le 19 juillet 1988 il joue un concert de quatre heures à Berlin-Est, alors en zone communiste, devant 300 000 jeunes allemands de l'Est enthousiastes, et en profite pour leur dire, en allemand, en pensant au mur de Berlin :

« Je ne suis ici pour aucun gouvernement, je suis venu pour jouer du rock 'n' roll pour vous dans l'espoir qu'un jour toutes les barrières seront abolies. »

Selon Gerd Dietrich, professeur d'histoire à Berlin : « Le concert et le discours de Springsteen ont certainement contribué de façon significative aux évènements ayant conduit à la chute du mur ».

### Les années solo (1988-1995)

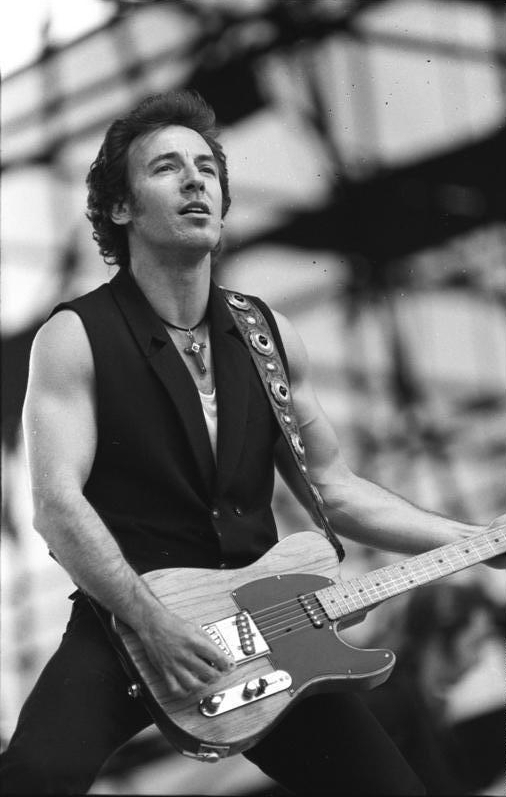
Bruce Sprinsgteen en 1988.

Après 1989, il se sépare de son E Street Band (hormis le pianiste Roy Bittan, le saxophoniste Clarence « Big Man » Clemons, et son épouse guitariste Patti Scialfa) et sort deux albums solo en 1992 Human Touch et Lucky Town, poursuivant approximativement dans la même veine que Tunnel of Love. De nombreuses critiques s'élèvent pour regretter le conformisme grandissant de ces albums.[réf. nécessaire]
Lauréat de Grammy Awards à plusieurs reprises, il reçoit également un Oscar en 1993 pour sa chanson Streets of Philadelphia, de la bande originale du film Philadelphia, réalisé par Jonathan Demme.
La reformation provisoire du E Street Band pour enregistrer quatre inédits sur le Greatest Hits de 1995 semble redonner du souffle au Boss. En effet, la critique salue unanimement son album de 1995 The Ghost of Tom Joad, reprenant des thèmes du livre Les Raisins de la colère de John Steinbeck. Dans cet album, Springsteen souligne les parallèles entre cette œuvre et l'époque actuelle, renouant ainsi avec un ton plus engagé. Cet album est récompensé par le prix de l'académie Charles Cros pour la poésie de ses textes.
L'artiste se lance dans une tournée mondiale, en solo, simplement armé d'une guitare et d'un harmonica.

### Le retour aux sources (2000-2020)
[réf. nécessaire]
Après la publication de Tracks en 1998, coffret regroupant des titres inédits laissés de côté tout au long de sa carrière (ou donnés à d'autres artistes), la reformation tant attendue du E Street Band sur scène a lieu le 9 avril 1999 à Barcelone, prélude à une tournée mondiale. Celle-ci est notamment marquée par la chanson inédite American Skin (41 Shots), qui suscite la polémique, dénonçant le meurtre d'un jeune homme noir, Amadou Diallo, par la police de New York, le 4 février 1999. Les policiers ont tiré 41 balles sur ce jeune homme de 23 ans qui n'était pas armé, confondu avec un violeur en série alors recherché. Springsteen reçoit de nombreuses menaces anonymes avant son concert à New York, lui enjoignant de ne pas y jouer ce titre. Springsteen refuse de plier devant la pression et attend la fin du concert pour interpréter cette chanson, de façon particulièrement intense. En 2002, la sortie de l'album The Rising constitue un événement pour deux raisons. Tout d'abord, c'est le premier album du Boss et du E Street Band enregistré en studio depuis plus de quinze ans. Ensuite, une grande partie des chansons évoquent les attentats du 11 septembre 2001 (bien que certains titres soient plus anciens, mais acquièrent dans ce contexte une tout autre signification : ainsi, My City of Ruins a été composée à l'époque de l'album Nebraska, et Further on (Up the Road) a été jouée lors des derniers concerts de la tournée de reformation du E Street Band, en 2000). Une nouvelle tournée mondiale s'ensuit, au cours de laquelle le « Boss » montre qu'il n'a rien perdu de sa fougue et de son endurance sur scène. Bruce s'élève contre la politique extérieure nord-américaine, participant aux côtés d'artistes comme Neil Young, Esther Galil ou Patti Smith au mouvement anti-guerre lors de l'invasion américaine en Irak.
En 2005, Springsteen renoue avec le genre intimiste avec l'album Devils and Dust. Comme après la sortie de The Ghost of Tom Joad, il effectue une tournée mondiale en solo, offrant au public des versions acoustiques de ses plus grands titres (Racing In The Street, The River ou encore Point Blank).
En 2006, le Boss décide de rendre hommage au folk américain, incarné par Pete Seeger, dont il s'est souvent inspiré, mais aussi Woody Guthrie ou Hank Williams. Il publie l'album We Shall Overcome : The Seeger Sessions, puis part en tournée avec le Seeger Session Band et interprète des classiques du répertoire folk nord-américain. Pendant cette tournée, il est accompagné d'une troupe de dix-sept musiciens (cuivres, banjo, violon, etc.). L'album souligne les talents d'arrangeur musical de Springsteen et son profond attachement à la culture folk nord-américaine, ses racines.

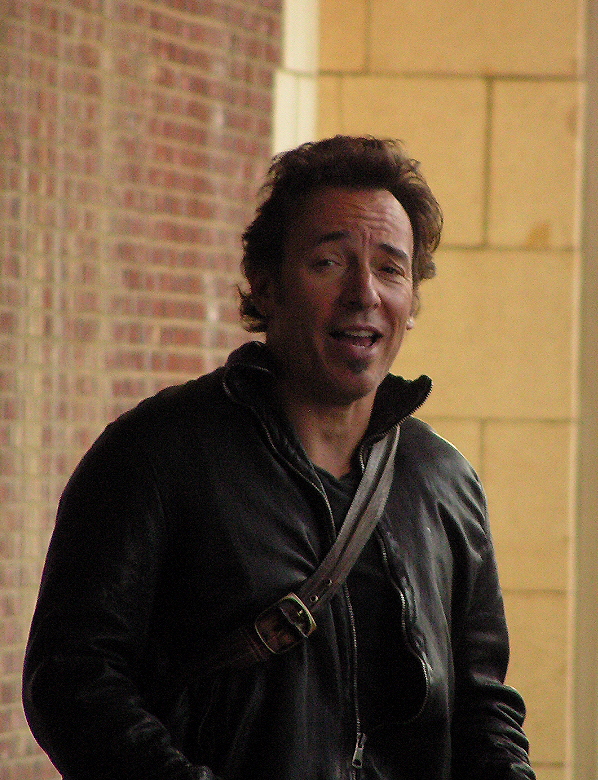
Portrait de Bruce Springsteen sur la rampe menant hors du Convention Hall sur le côté nord-ouest à Asbury Park, New Jersey (2005).

Le 2 octobre 2007, jour de la sortie de l'album Magic, Springsteen entame une nouvelle tournée mondiale avec le E-Street band, au cours de laquelle disparaît l'organiste Danny Federici (mort le 17 avril 2008 d'un cancer de la peau). Le 15 juillet 2008 un EP intitulé Magic Tour Highlights, incluant plusieurs duos, notamment avec le chanteur-guitariste Tom Morello de Rage Against the Machine, est publié au profit de la fondation « Danny Federici Melanoma Fund ». Cet EP comprend quatre titres live enregistrés lors de sa tournée en cours. Le Magic Tour est remarquable par la relative brièveté des concerts (la plupart ne durant pas plus de deux heures et demie, comparé aux concerts de plus de trois heures voire quatre heures durant les années 1980), et par le nombre de « raretés » que le Boss prend l'habitude de ressortir dans le dernier leg (en stade) de la tournée : des reprises de classiques du rock, et des chansons négligées de son propre répertoire, notamment issues de l'album The River ; il joue par exemple Drive All Night ou Crush on You, qui n'ont pas été jouées en concert depuis près de vingt ans.
Lors de la campagne à l'élection présidentielle américaine de 2008, Bruce Springsteen, qui a déjà pris position contre les Républicains quatre ans auparavant avec sa tournée Vote For Change, a apporté son soutien à Barack Obama. Le chanteur a notamment chanté dans l'avant-dernier meeting de campagne du candidat démocrate.
Le 11 janvier 2009, il remporte le Golden Globe de la meilleure chanson pour The Wrestler (extrait du film du même nom : The Wrestler) lors de la 66e cérémonie des Golden Globe. Un nouvel album Working on a Dream paraît le 27 janvier 2009.
Le 1er février 2009, Springsteen est choisi pour assurer le mini-concert traditionnel à la mi-temps du Super Bowl ; avec le E Street Band il joue quatre titres : Tenth Avenue Freeze-Out, Born To Run, Working On A Dream et Glory Days ; sa prestation est considérée comme une des meilleures à cet évènement. Puis le 16 juillet 2009 il donne son unique concert en France pour le Working On A Dream Tour, au festival des Vieilles Charrues à Carhaix en Bretagne,. Les réservations ont été complètes en seulement trois semaines, et 43 000 festivaliers viennent ce soir-là applaudir le « Boss » pendant plus de 2h30. Un cachet de près d'un million d'euros a été nécessaire pour tout payer, entre le « Boss », ses musiciens, ses techniciens et les roadies : c'est la somme la plus importante versée par un festival français.
Pendant la tournée 2009, Bruce Springsteen joue à plusieurs reprises certains albums emblématiques de son répertoire en intégralité : Born to Run et Darkness on the Edge of Town lors de plusieurs concerts, et deux concerts exceptionnels au Madison Square Garden, les 7 et le 8 novembre 2009, sont consacrés respectivement à l'album The Wild, the Innocent and the E Street Shuffle et à l'album The River, joués pour la première fois dans leur intégralité. Lors du dernier concert de la tournée le 22 novembre 2009, Springsteen et le E Street Band jouent l'album Greetings from Asbury Park, N.J. dans son intégralité. Ce dernier concert dure plus de 3 h et 40 minutes pour un total de trente-quatre morceaux.[réf. nécessaire]
Le 2 mars 2012 sort Wrecking Ball.
Le 15 novembre 2010 sort un coffret célébrant les trente ans de Darkness on the Edge of Town, contenant, outre l'album original en édition remastérisée, un double CD de titres inédits enregistrés à la même période, l'enregistrement d'un concert de la tournée 1978 à Houston, ainsi que l'enregistrement d'une interprétation intégrale de l'album lors d'un concert au Paramount Theater d'Asbury Park fin 2009. Le double CD d'inédits paraît aussi séparément sous le titre The Promise.
Le 17 novembre 2013, Springsteen sort The Album Collection Vol. 1 1973-1984, un coffret de 8 disques, comprenant ses sept premiers albums studio en édition remastérisée, dont certains pour la première fois. Annoncé à partir d'avril 2018, The Album Collection, Vol. 2, 1987-1996, sortira le 18 mai 2018, accompagné d'un livret de 60 pages contenant des souvenirs de Bruce Springsteen et des reproductions de coupures de journaux.
En 2013, l'université Rutgers, New Jersey, propose un cours entier basé sur l'analyse de l'interprétation des textes bibliques par Bruce Springsteen, The Bruce Springsteen Bible Seminar. N'accueillant pas plus de 20 élèves, les cours dispensés par Azzan Yadin-Israel, professeur de littérature rabbinique, s'attardent sur les références à l'Ancien Testament, nombreuses dans les chansons de Bruce Springsteen. L'université de Princeton avait déjà proposé un cours intitulé Sociology from E Street: Bruce Springsteen’s America.
Le 4 novembre 2014, Springsteen publie son premier livre, un roman autobiographique intitulé Outlaw Pete, basé sur la chanson éponyme de l'album Working on a Dream, et illustré par Franck Caruso.
Également en 2014, il fait ses débuts en tant qu'acteur dans l'épisode final de la saison 3 de la série, Lilyhammer, dont Steven Van Zandt — son ami et collaborateur de longue date au sein du E Street Band — joue le rôle principal ; le titre de l'épisode, Loose Ends, fait référence à une chanson de Springsteen. Il y interprète Giuseppe Tagliano, le frère du personnage de Van Zandt, Frank Tagliano alias Giovanni « Johnny » Henrikssen. Giuseppe est un entrepreneur et propriétaire d'une entreprise de pompes funèbres qui travaille occasionnellement comme tueur à gages pour une famille de la mafia à laquelle Frank est associé.
Il publie en 2016 son autobiographie intitulée Born to Run.
En 2019, sort l'album studio Western Stars, qu’il décrit comme « très inspiré par la pop californienne des années 1960 et 1970 ». La même année sort le film Music of My Life de Gurinder Chadha, inspiré de la vie d'un journaliste britannique et sur son amour de l'œuvre de Bruce Springsteen. La bande originale du film contient une douzaine de chansons du chanteur, dont des raretés et un inédit.
Le 23 octobre 2020 sort son vingtième album studio, intitulé Letter to You. Il a été enregistré en quatre jours en novembre 2019 dans les conditions du direct avec ses musiciens du E Street Band, une première depuis l'album Born in the U.S.A. de 1984. L'idée de l'album naît de sa visite auprès de son ami George Theiss, ancien membre d'un de ses premiers groupes, the Castiles dont Springsteen est désormais le dernier survivant. « C'est comme si nous avions de nouveau quinze ans, avec nos rêves de musique et de gloire. Le saut dans le temps était formidable et le titre 'Last Man Standing' lui est dédié. J'avais envie d'écrire sur cette vie qui file (je viens d'avoir soixante et onze ans) à travers le prisme d'un groupe de rock, plutôt que d'aborder l'actualité brûlante, même si la chanson Rainmaker, qui parle d'un démagogue, pourrait très bien s'appliquer à Donald Trump »,.
À New-York, le 11 septembre 2021, lors de la commémoration de l'attaque terroriste islamiste de 2001 ayant provoqué l'effondrement tragique des Twin Towers du World Trade Center, Bruce Springsteen chante I'll see you in my dreams (dernier titre de son album de 2020 Letter to you) dans une interprétation solo acoustique sobre, humble et vibrante d'émotion.
En septembre 2023, il annonce qu'il reporte l'ensemble de ses concerts jusqu'en 2024 pour se remettre d'un ulcère.

## Style musical et influences
Cette section ne s'appuie pas, ou pas assez, sur des sources secondaires ou tertiaires indépendantes du sujet. Le texte peut contenir des analyses inexactes ou inédites de sources primaires.
Pour l'améliorer, ajoutez-en, ou placez des modèles {{Source secondaire souhaitée}} ou {{Source secondaire nécessaire}} sur les passages mal sourcés. (juin 2020)
Les influences de Bruce sont multiples : outre les deux influences majeures que sont Elvis Presley (pour la fougue, la gouaille, la gestuelle) et Bob Dylan (pour la qualité littéraire, la puissance poétique, la conscience politique), on peut citer Tim Hardin, dont il reprend le titre Reason to believe pour l'une de ses chansons, ou encore Woody Guthrie, chanteur-guitariste de musique folk et porte-parole des classes populaires (également une grande influence pour Bob Dylan à ses débuts). Il tire aussi son inspiration de ses lectures, notamment celle de John Steinbeck dont il reprend le personnage de Tom Joad, ou encore Jack Kerouac et Jack London, le premier pour sa vision du monde, le second pour sa manière de vivre. Dans ses chansons apparaît fréquemment la figure du bon père de famille (nord-)américain, ouvrier humble, patriote convaincu, croyant et pratiquant, personnage typique des grands romans publiés aux États-Unis dans la première moitié du XXe siècle.
Bruce Springsteen est réputé pour être la plus grande « bête de scène » de l'histoire du rock : outre la durée de ses concerts, et la fougue ininterrompue qui les caractérise, ceux-ci sont marqués par des moments d'émotion et de communion avec le public d'une rare intensité, comme en témoigne le coffret Live 1975-1985. Il se livre souvent de façon très intime, racontant sa jeunesse, ses rapports avec ses parents, ou encore une anecdote de sa vie personnelle à l'origine de la chanson qu'il s'apprête à jouer.

## Militantisme
Né dans un milieu modeste, Bruce Springsteen prend fréquemment la défense des laissés-pour-compte. Ainsi, lors de sa tournée en France en 1985, il fit un chèque de 10 000 dollars au bureau d'aide sociale de Saint-Étienne, ville sinistrée par la crise économique avec la fermeture de l'usine Manufrance.
Springsteen est aussi un militant pour les droits des homosexuels. En 2012, il a apporté son soutien à une campagne de publicité américaine pour le mariage entre personnes de même sexe, appelée « The Four 2012 ».
Springsteen est également connu pour son militantisme pacifiste, qu'il laisse entrevoir dans son tube Born in the U.S.A, véritable dénonciation de la guerre du Viêt Nam et du traitement réservé aux soldats américains enrôlés une fois de retour au pays.
C'est d'ailleurs en grande partie par hostilité envers la guerre d'Irak et la politique extérieure agressive de George W. Bush qu'il appelle à voter John Kerry, candidat démocrate adversaire de Bush lors des élections présidentielles de 2004. Il renouvelle son engagement en faveur du Parti démocrate en 2021, en soutenant de façon précoce la candidature de Joe Biden face à celle de Donald Trump.
Springsteen est régulièrement la cible des attaques du président Trump. Lors d'un concert à Milan le 30 juin 2025, Springsteen qualifie le gouvernement de Donald Trump de « corrompu, malhonnête et incompétent ».

## Composition du groupe

### Membres actuels du E Street Band
- Bruce Springsteen
- Steven Van Zandt – guitare, mandoline (remplace Suki Lahav [violon] en 1977 ; parti en 1984 pour une carrière solo sous le nom de Little Steven ; revenu en 1995)
- Patti Scialfa – chant et guitare (également l'épouse de Bruce Springsteen)
- Max Weinberg – batterie (remplace Ernest « Boom » Carter en 1975, qui avait remplacé Vinnie « Mad Dog » Lopez en 1974 ou 1975)
- Garry W. Tallent – basse
- Roy Bittan – piano (remplace David Sancious en 1975)
- Nils Lofgren – guitare (remplace Steven van Zandt en 1984 ; reste dans le groupe après le retour de Van Zandt)

#### Membres additionnels
- Soozie Tyrell – violon et guitare (enregistre avec Springsteen en 1995, rejoint le groupe officiellement en 2002 pour l'album The Rising et la tournée consécutive)
- Charles Giordano – orgue, synthétiseur, accordéon (remplace Danny Federici en 2008)
- Everett Bradley – percussions et chœurs
- Jake Clemons – saxophone (neveu de Clarence Clemons)
- Barry Danielian – trompette
- Clark Gayton – trombone
- Curtis King – chœurs
- Eddie Manion – saxophone
- Cindy Mizelle – chœurs
- Michelle Moore – chœurs
- Tom Morello – chant et guitare
- Curt Raam – trompette

#### Membres disparus
- Danny Federici – orgue, glockenspiel, synthétiseur (mort le 17 avril 2008)
- Clarence Clemons – saxophone (mort le 18 juin 2011)[45]

## Discographie

### Albums studio
| Date de sortie     | Titre                                            | Position             | Position          | Position               | Position             | Position               | Position               |
| Date de sortie     | Titre                                            | Drapeau de la France | Drapeau du Canada | Drapeau de la Belgique | Drapeau de la Suisse | Drapeau des États-Unis | Drapeau du Royaume-Uni |
| ------------------ | ------------------------------------------------ | -------------------- | ----------------- | ---------------------- | -------------------- | ---------------------- | ---------------------- |
| 5 janvier 1973     | Greetings from Asbury Park, N.J.                 | -                    | -                 | -                      | -                    | 60                     | 41                     |
| 5 novembre 1973    | The Wild, the Innocent and the E Street Shuffle  | -                    | -                 | -                      | -                    | 59                     | 33                     |
| 1er septembre 1975 | Born to Run                                      | 20                   | 31                | -                      | -                    | 3                      | 17                     |
| 2 juin 1978        | Darkness on the Edge of Town                     | 14                   | 7                 | -                      | -                    | 5                      | 16                     |
| 17 octobre 1980    | The River                                        | 3                    | 1                 | -                      | -                    | 1                      | 2                      |
| 20 septembre 1982  | Nebraska                                         | 18                   | 3                 | -                      | -                    | 3                      | 3                      |
| 4 juin 1984        | Born in the U.S.A.                               | 2                    | 1                 | -                      | 1                    | 1                      | 1                      |
| 6 octobre 1987     | Tunnel of Love                                   | 5                    | 1                 | -                      | 2                    | 1                      | 1                      |
| 31 mars 1992       | Human Touch                                      | 3                    | 2                 | -                      | 1                    | 2                      | 1                      |
| 31 mars 1992       | Lucky Town                                       | 6                    | 3                 | -                      | 2                    | 3                      | 2                      |
| 25 novembre 1995   | The Ghost of Tom Joad                            | 10                   | 15                | -                      | 8                    | 11                     | 16                     |
| 30 juillet 2002    | The Rising                                       | 3                    | 1                 | 3                      | 2                    | 1                      | 1                      |
| 25 avril 2005      | Devils and Dust                                  | 3                    | 2                 | 5                      | 1                    | 1                      | 1                      |
| 25 avril 2006      | We Shall Overcome: The Seeger Sessions           | 9                    | 3                 | 10                     | 5                    | 3                      | 3                      |
| 2 octobre 2007     | Magic                                            | 3                    | 1                 | 11                     | 4                    | 1                      | 1                      |
| 27 janvier 2009    | Working on a Dream                               | 2                    | 1                 | 2                      | 1                    | 1                      | 1                      |
| 5 mars 2012        | Wrecking Ball                                    | 3                    | 3                 | 1                      | 1                    | 1                      | 1                      |
| 13 janvier 2014    | High Hopes                                       | 2                    | 1                 | 2                      | 1                    | 1                      | 1                      |
| 14 juin 2019       | Western Stars                                    | 2                    | 4                 | 3                      | 1                    | 2                      | 1                      |
| 23 octobre 2020    | Letter to You                                    | 4                    | 2                 | 1                      | 1                    | 1                      | 1                      |
| 11 novembre 2022   | Only the Strong Survive (Album de reprises Soul) |                      |                   |                        |                      |                        |                        |

Le 16 décembre 2021, Sony Music a annoncé que Bruce Springsteen lui a cédé l'intégralité de ses droits musicaux pour un demi-milliard de dollars.

### Compilations et albums live
| Sortie            | Titre                                                             | Position             | Position          | Position               | Position             | Position               | Position               |
| Sortie            | Titre                                                             | Drapeau de la France | Drapeau du Canada | Drapeau de la Belgique | Drapeau de la Suisse | Drapeau des États-Unis | Drapeau du Royaume-Uni |
| ----------------- | ----------------------------------------------------------------- | -------------------- | ----------------- | ---------------------- | -------------------- | ---------------------- | ---------------------- |
| 4 novembre 1986   | Live/1975-85                                                      | -                    | -                 | -                      | 6                    | 1                      | 4                      |
| 12 avril 1993     | In Concert/MTV Plugged                                            | 23                   | -                 | -                      | 8                    | 189                    | 4                      |
| 18 mars 1995      | Greatest Hits                                                     | 1                    | -                 | -                      | 1                    | 1                      | 1                      |
| 10 novembre 1998  | Tracks (coffret 4CD)                                              | 39                   | -                 | -                      | -                    | 27                     | -                      |
| 13 avril 1999     | 18 Tracks                                                         | 33                   | -                 | -                      | 11                   | 64                     | 23                     |
| 3 avril 2001      | Live in New York City                                             | 10                   | 19                | -                      | 13                   | 5                      | 12                     |
| 11 novembre 2003  | The Essential Bruce Springsteen                                   | -                    | -                 | -                      | 35                   | 14                     | 28                     |
| 15 novembre 2005  | Born to Run - 30th Anniversary Edition (coffret 1 CD + 2 DVD)     |                      |                   |                        |                      |                        |                        |
| 28 février 2006   | Hammersmith Odeon, London' 75                                     | -                    | -                 | -                      | -                    | -                      | -                      |
| 4 juin 2007       | Live in Dublin                                                    | 27                   | 31                | 49                     | 28                   | 23                     | 21                     |
| 2 juin 2009       | Greatest Hits                                                     | 2                    | 1                 | 2                      | 1                    | 1                      | 1                      |
| 16 novembre 2010  | The Promise - The Lost Sessions : Darkness on the Edge of Town    | 2                    | 1                 | 2                      | 9                    | 1                      | 1                      |
| 16 novembre 2010  | The PromiseThe Darkness on the Edge of Town(coffret 3 CD + 3 DVD) |                      |                   |                        |                      |                        |                        |
| 8 mars 2013       | Collection : 1973-2012                                            |                      |                   |                        |                      |                        |                        |
| 16 octobre 2015   | The Essential Bruce Springsteen                                   |                      |                   |                        |                      |                        |                        |
| 4 décembre 2015   | The Ties That Bind : The River Collection                         |                      |                   |                        |                      |                        |                        |
| 23 septembre 2016 | Chapter and verse                                                 |                      |                   |                        |                      |                        |                        |
| 16 décembre 2018  | Springsteen on Broadway                                           |                      |                   |                        |                      |                        |                        |
| 1er février 2021  | Darkness on The Edge of Town Tour 1978 (Coffret 24CD)             |                      |                   |                        |                      |                        |                        |
| 19 avril 2024     | Best of Bruce Springsteen                                         |                      |                   |                        |                      |                        |                        |
| 27 juin 2025      | Tracks II: The Lost Albums (Coffret 7CD)                          |                      |                   |                        |                      |                        |                        |

## Vidéographie
| Date de sortie   | Titre                                                                                 |
| ---------------- | ------------------------------------------------------------------------------------- |
| 1989             | Video Anthology/1978-88                                                               |
| 15 décembre 1992 | In Concert/MTV Plugged                                                                |
| 3 mars 1996      | Blood Brothers                                                                        |
| 16 janvier 2001  | The Complete Video Anthology 1978/2000                                                |
| 6 novembre 2001  | Live In New York City                                                                 |
| 18 novembre 2003 | Live in Barcelona                                                                     |
| 6 septembre 2005 | VH1 Storytellers                                                                      |
| 15 novembre 2005 | Wings For Wheels (The Making Of Born To Run) (Born To Run : 30th Anniversary Edition) |
| 15 novembre 2005 | Hammersmith Odeon, London '75 (Born To Run : 30th Anniversary Edition)                |
| 5 juin 2007      | Live In Dublin                                                                        |
| 22 juin 2010     | London Calling : Live In Hyde Park                                                    |
| 16 novembre 2010 | The Promise, The Darkness On The Edge Of Town Story                                   |
| 22 juillet 2013  | Springsteen & I                                                                       |
| 14 janvier 2014  | Born in the U.S.A. Live : London 2013 (DVD bonus en édition limitée sur High Hopes)   |
| 4 décembre 2015  | The River Tour, Tempe 1980 (Coffret The Ties That Bind : The River Collection)        |

## Publications
- (en) Bruce Springsteen, Born to run (autobiographie), Simon & Schuster, 27 septembre 2016, 528 p. (ISBN 1501141511).

## Filmographie
- 2000 : High Fidelity de Stephen Frears : lui-même
- 2017 : The Defiant Ones (série documentaire musicale) d'Allen Hughes : lui-même.
- 2020 : Bruce Springsteen : Letter To You (Apple TV+).

## Prix et distinctions

### Autres distinctions
- Prix Polar Music en 1997[47].
- Introduit au Rock and Roll Hall of Fame, 1999[48].
- Introduit au Songwriters Hall of Fame, 1999[49].
- Introduit au New Jersey Hall of Fame, 2007[50].
- Golden Globe de la meilleure chanson pour The Wrestler (extrait de The Wrestler, film du même nom) en janvier 2009[20].
- Born to Run a été nommé « hymne officieux des jeunes » par l'État du New Jersey, ce que Springsteen a toujours trouvé déplacé, estimant que la chanson traite du départ du New Jersey[51].
- En 2001, un astéroïde, découvert le 4 septembre 1999 par l'astronome Ian P. Griffin à Auckland (Nouvelle-Zélande), est baptisé « (23990) Springsteen » en son honneur[52].
- Il est classé 23e au classement 2004 du magazine Rolling Stone des 100 plus grands artistes pop-rock de tous les temps[53].
- Le Prix Kennedy Center Honors lui est remis le 6 décembre 2009 par Barack Obama[54].
- La Médaille présidentielle de la Liberté, plus haute décoration civile aux États-Unis, lui est remise le 22 novembre 2016 par Barack Obama[55].
- Il remporte le prix Woody Guthrie en reconnaissance d'être un artiste qui perpétue l'esprit du chanteur folk[56].
- La National Medal of Arts, plus haute récompense remise à un artiste par le gouvernement au nom du peuple des États-Unis, lui est remise le 21 mars 2023 par Joe Biden.

## Springsteen en concert

### Tournées avec le E Street Band
- Greetings From Asbury Park Tour, 1972-1973 : 179 concerts.
- The Wild And Innocent Tour, 1973-1975 : 217 concerts.
- Born To Run Tour, 1975 : 69 concerts.
- The Chicken Scratch Tour, 1976 : 35 concerts.
- The Lawsuit Tour, 1976-1977 : 29 concerts.
- Darkness Tour, 1978 : 112 concerts.
- The River Tour, 1980-1981 : 139 concerts.
- Born In The USA Tour, 1984-1985 : 158 concerts.
- Tunnel Of Love Express Tour, 1988 : 68 concerts.
- Amnesty International Tour, 1988 : 20 concerts.
- Reunion Tour, 1999-2000 : 134 concerts.
- The Rising Tour, 2002-2003 : 125 concerts.
- Vote For Change Tour, 2004 : 20 concerts.
- Magic Tour, 2007-2008 : 103 concerts.
- Working on a Dream Tour, 2009 : 85 concerts.
- Wrecking Ball Tour, 2012-2013 : 133 concerts.
- High Hopes Tour, 2014-2015 : 34 concerts.
- The River Tour, 2016-2017 : 86 concerts.
- Bruce Springsteen & The E Street Band World Tour 2023, 2023 : 66 concerts.
- Bruce Springsteen & The E Street Band World Tour 2024, 2024 : 48 concerts.
- Land of Hope and Dreams, 2025 : 16 concerts.

### Tournées avec d'autres groupes
- Human Touch Tour, 1992-1993 : 108 concerts.
- Seeger Sessions Tour, 2006 : 60 concerts.

### Tournées en solo
- Solo Acoustic Tour, 1996-1997 : 129 concerts.
- Devils and Dust Acoustic Tour, 2005 : 74 concerts.

## Dans la culture populaire
- Music of My Life (Blinded by the lights), film de Gurinder Chadha (2019) avec Viveik Kalra incarnant Javed Khan (en), un jeune fan anglais (d'origine pakistanaise) de Bruce Springsteen.
- Deliver Me from Nowhere, film de Scott Cooper (2025), avec Jeremy Allen White dans le rôle de Bruce Springsteen.

### Ressource radiophonique
- Judith Perrignon, « Bruce Springsteen, l'expérience américaine » [audio], émission Les Grandes Traversées (5 émissions de 1h49), France Culture, juillet 2017.